# Désiré Defauw
Désiré Defauw (ur. 5 września 1885 w Gandawie, zm. 25 lipca 1960 w Gary) – amerykański dyrygent i skrzypek pochodzenia belgijskiego. W latach 1943–1947 był dyrektorem muzycznym Chicagowskiej Orkiestry Symfonicznej.

## Życiorys
Studiował grę na skrzypcach u Johana Smita w Conservatoire royal de Gand. Od 1900 dawał koncerty solowe. W latach 1906–1909 był koncertmistrzem New Symphony Orchestra of London, gdzie współpracował z Leopolden Stokowskim. W 1914 założył w Londynie Allied Quartet wykonujący głównie muzykę współczesną. Występował jako gościnny dyrygent z Filharmonią Berlińską, a także z orkiestrami w Wiedniu, Rzymie, Madrycie, Moskwie, Leningradzie i Budapeszcie.
Po powrocie do Belgii objął stanowisko dyrektora Concerts du Conservatoire, czołowej orkiestry belgijskiej. Był profesorem dyrygentury w Konserwatorium Brukselskim. W 1937 założył Orchestra National de Belgique.
Pod koniec lat 30. zadebiutował w USA, dyrygując gościnnie NBC Symphony Orchestra. W 1940 otrzymał stanowisko stałego dyrygenta Société des Concerts Symphoniques w Montrealu. W latach 1943–1947 był dyrektorem muzycznym Chicagowskiej Orkiestry Symfonicznej, którą prowadził przez cztery sezony, bez większego sukcesu. W reperuarze Chicagowskiej Orkiestry znalazły się wtedy utwory współczesnych kompozytorów, w tym Samuela Barbera, Ernesta Blocha, Johna A. Carpentera, George’a W. Chadwicka, Aarona Coplanda, Edwarda Elgara, Karla Goldmarka, Dariusa Milhauda, Jeana Sibeliusa, Williama Waltona i Petera Warlocka.
W 1950 Defauw przyjął stanowisko dyrygenta i dyrektora muzycznego Gary Symphony Orchestra, na którym pozostał do emerytury w 1958.